# Philibert van Odenhoven
Mr. Philibert W.J. van Odenhoven (??, 1772 - Eindhoven, 1854) was een Nederlands jurist en bestuurder.
Philibert van Odenhoven promoveerde in 1798 aan de Universiteit Utrecht tot doctor in de rechten. Hij werd schout en gaarmeester van Vleuten. Vervolgens werkte hij enkele jaren als advocaat aan het hof in Utrecht. In 1804 werd hij benoemd tot gasthuismeester van het Utrechtse Bartholomeusgasthuis. 
In 1813 werd Van Odenhoven bij Koninklijk Besluit benoemd tot notaris van Boxmeer. Van 1815 tot 1820 was hij ook burgemeester van de gemeente Boxmeer.
De gemeente Boxmeer eerde hem voor zijn verdiensten door een straat naar hem te vernoemen: de Van Odenhovenstraat.